# Mullinahone
Mullinahone (iriska: Muileann na hUamhan) är en ort i republiken Irland.   Den ligger i grevskapet Tipperary och provinsen Munster, i den centrala delen av landet, 120 km sydväst om huvudstaden Dublin. Mullinahone ligger 72 meter över havet och antalet invånare är 481.
Terrängen runt Mullinahone är platt åt nordost, men åt sydväst är den kuperad.Runt Mullinahone är det glesbefolkat, med 16 invånare per kvadratkilometer. Närmaste större samhälle är Callan, 8,6 km nordost om Mullinahone. Trakten runt Mullinahone består i huvudsak av gräsmarker.